# Corpo Diplomático (banda)
Corpo Diplomático foi a primeira banda portuguesa de new wave, formada em Lisboa em 1979.   Tiveram uma carreira efêmera contando apenas com dois registos discográficos. 

## História
Influenciados pelo movimento new wave surgido no final da década de setenta em Inglaterra como resposta ao punk rock, os Corpo Diplomático introduzem em Portugal a música eletrónica aliado ao fascínio da moda e da arte mantendo a irreverência do punk. Conseguiram transmitir uma autêntica sonoridade new wave suportada na liberdade de criação. 
A banda era formada por Carlos Gonçalves «Ultra violeta» (voz), Paulo Pedro Gonçalves «Falso Alarme» (guitarra), Pedro Ayres Magalhães «Dedos Aires» (baixo), Carlos Maria Trindade «Carlos Maria» (órgão), Rui Freire «Choque Eléctrico» (sintetizador) e Emanuel Ramalho «Flash Gordon» (bateria).  Resultante da desintegração dos Faíscas, a banda mantém a tradição do uso de pseudónimos no lugar dos seus nomes verdadeiros.
Assinam em 1979 contrato com editora independente Da Nova  e lançam o single de edição numerada e limitada "Festa" que incluí no lado B a versão "Engrenagem" de José Mário Branco.  Trata-se da primeira versão rock de uma canção de intervenção portuguesa.  Lançam pouco depois o álbum Musica Moderna,  com produção do radialista António Sérgio, um autêntico hino à sonoridade new wave e que marcou o panorama da musica nacional. Fazem a sua estreia ao vivo na primeira parte do concerto dos Tubes em Cascais, seguindo-se alguns concertos em Lisboa e na província. Com a procura de um novo vocalista surgem desentendimentos e a banda termina a carreira em setembro de 1980.  Paulo Pedro Gonçalves, Pedro Ayres Magalhães e Carlos Maria Trindade regressam à atividade musical em 1981 em pleno boom do rock português com uma nova banda e sonoridade diferente: os Heróis do Mar. 

## Membros
- Carlos Gonçalves (voz) [3]
- Paulo Pedro Gonçalves (guitarra) [3]
- Pedro Ayres Magalhães (baixo) [3]
- Carlos Maria Trindade (órgão) [3]
- Rui Freire (sintetizador) [3]
- Emanuel Ramalho (bateria) [3]

## Discografia
- Festa [5] Single (1979)
- Musica Moderna [6] Álbum (1979)